# Tennistoernooi van Adelaide 2 2023
|                                         |  |                                      |
| Belinda Bencic, winnares bij de vrouwen |  | Kwon Soon-woo, winnaar bij de mannen |

Het tweede tennistoernooi van Adelaide van 2023 werd van maandag 9 tot en met zaterdag 14 januari 2023 gespeeld op de hardcourtbuitenbanen van het Memorial Drive Park in de Australische stad Adelaide. De officiële naam van het toernooi was Adelaide International 2.
Het toernooi bestond uit twee delen:
- WTA-toernooi van Adelaide 2 2023, het toernooi voor de vrouwen
- ATP-toernooi van Adelaide 2 2023, het toernooi voor de mannen

## Toernooikalender
| Adelaide          | januari 2023 | januari 2023 | januari 2023 | januari 2023 | januari 2023 | januari 2023 |
| Adelaide          | maa 9        | din 10       | woe 11       | don 12       | vrĳ 13       | zat 14       |
| ----------------- | ------------ | ------------ | ------------ | ------------ | ------------ | ------------ |
| vrouwenenkelspel  | 1e ronde     | 1e ronde     | 2e ronde     | kwartfinale  | halve finale | finale       |
| vrouwendubbelspel | 1e ronde     | 1e ronde     | 2e ronde     | halve finale | finale       |              |
| mannenenkelspel   | 1e ronde     | 1e ronde     | 2e ronde     | kwartfinale  | halve finale | finale       |
| mannendubbelspel  | 1e ronde     | 1e ronde     | 2e ronde     | kwartfinale  | halve finale | finale       |

ATP-toernooi van Adelaide – WTA-toernooi van Adelaide

2020 · 2021 · 2022-1 · 2022-2 · 2023-1 · 2023-2 · 2024 · 2025